# Orgyia definita
Orgyia definita är en fjärilsart som beskrevs av Alpheus Spring Packard 1864. Orgyia definita ingår i släktet fjädertofsspinnare, och familjen tofsspinnare. Inga underarter finns listade i Catalogue of Life.

## Bildgalleri

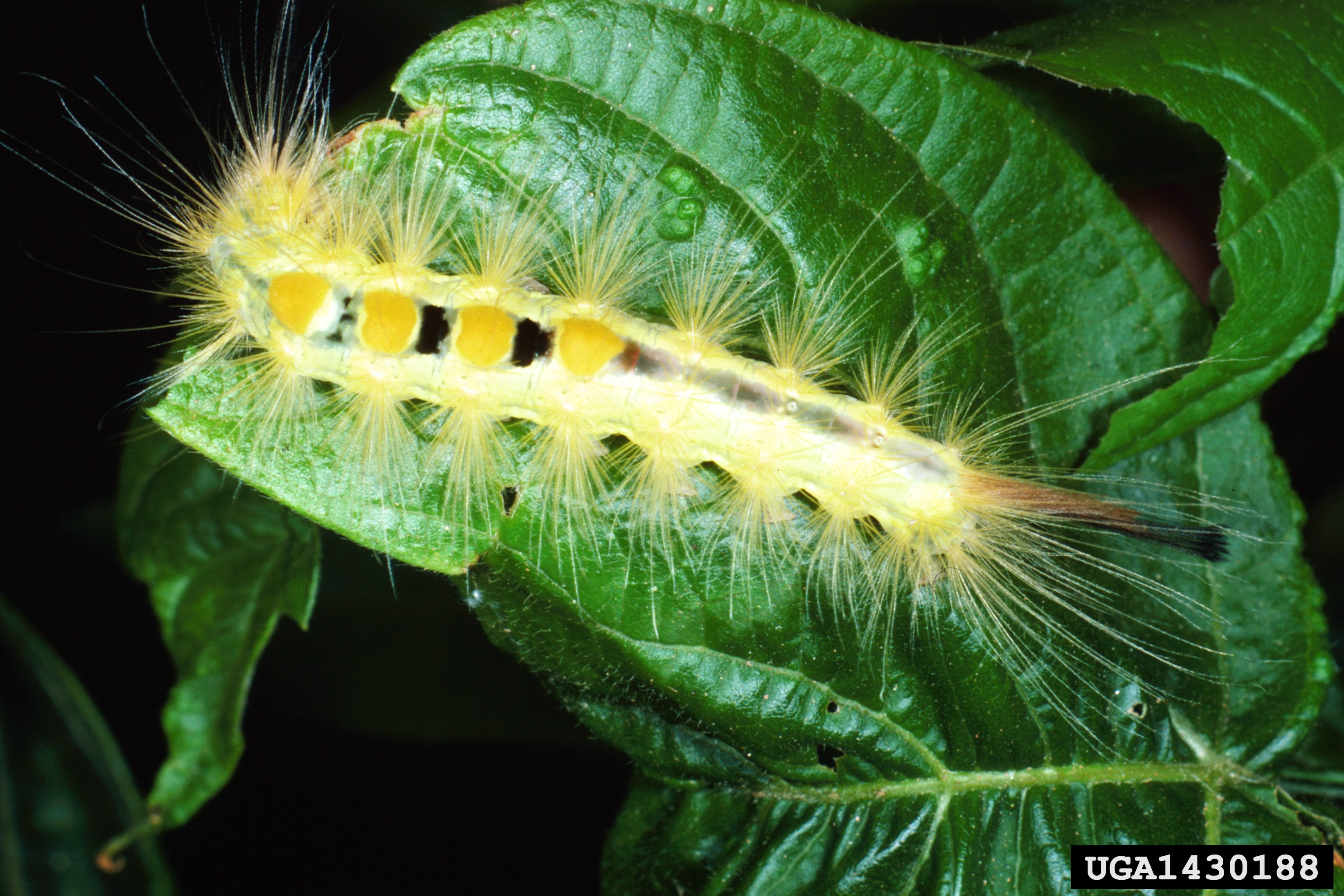
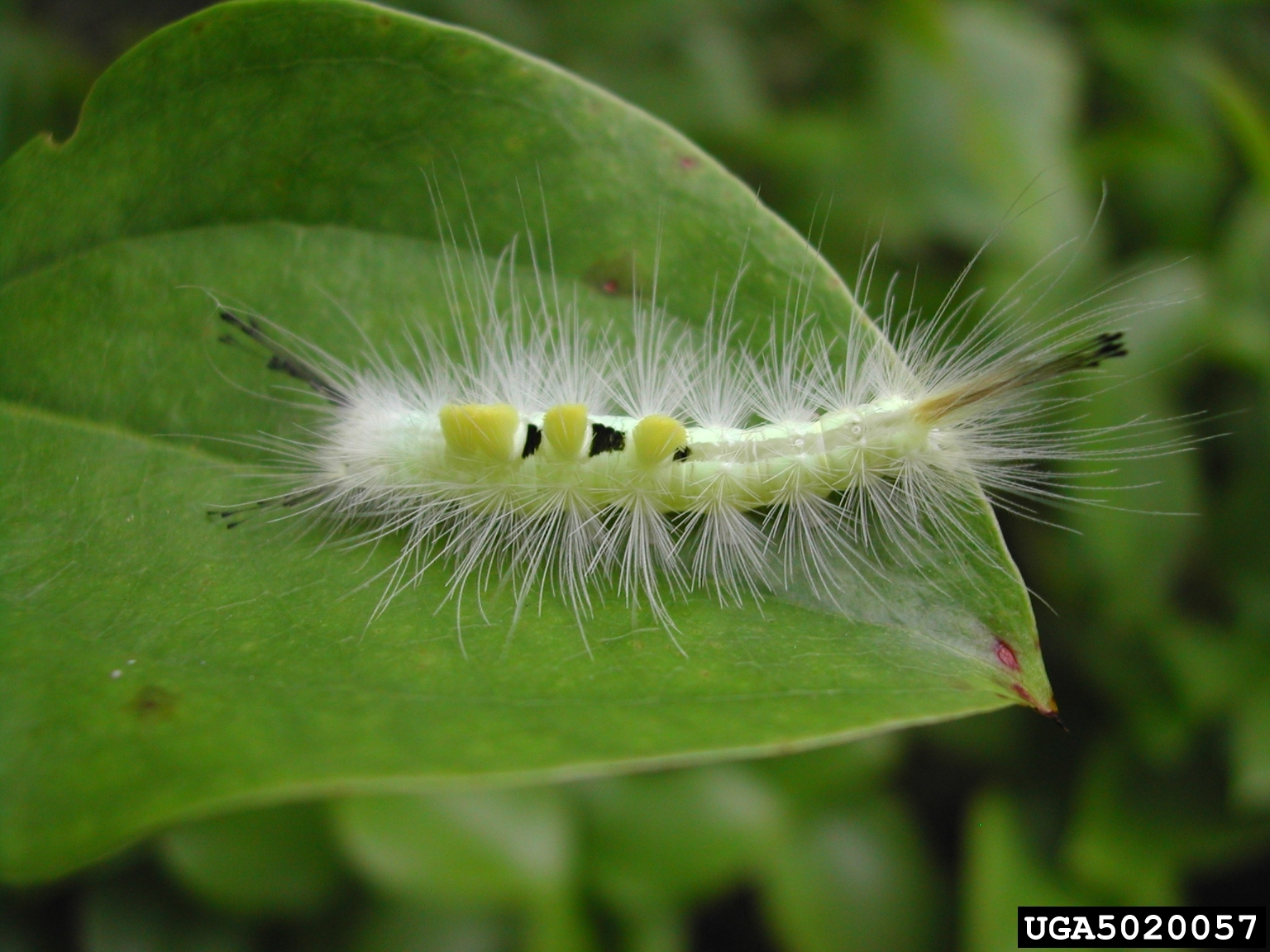